# Eden Lord
Eden Lord a Kés/Alatt című sorozat ötödik évadának szereplője. AnnaLynne McCord alakítja.
Eden Julia új szerelmének, Olivia Lordnak a lánya. Már a kezdetektől fogva vonzódik Julia volt férjéhez, Seanhoz, és eleinte ki is alakul köztük valami. Ám mikor Sean észreveszi, hogy tizenkét éves lányát, Annie-t károsan befolyásolja, a viszony elhidegül köztük. Eden ráveszi a lányt, hogy zsírleszívásra van szüksége, amit Sean visszautasít.
Ezután Eden megzsarolja Sean legjobb barátját és üzleti partnerét, Christiant: zsírleszívást követel a hallgatásáért cserébe (Christian viszonyt kezdett Juliával). Ehelyett viszont csak fogyasztótablettákat kap, majd Christian azt mondja az anyjának, hogy ellopta tőle. Ezért Eden hat hétre elvonóra kerül, és amikor visszatér, bosszút esküszik. Azt hazudja, hogy az elvonón megtámadták, és ezért megműtteti a kezét. Megpróbálja ugyan felfedni a titkot, de nem jár sikerrel, és Seannal is szorosabbra fűződik a viszonya. A karácsonyi epizódban megmérgezi Juliát egy higanyos süteménnyel. Amíg ő betegeskedik, Kimber segítségével beszáll a pornóiparba. Miután Julia felépül, azt hazudja, hogy feladja magát a rendőrségen, de ehelyett fejbelövi Juliát egy pisztollyal. Emiatt Juliának részleges amnéziája lesz.